# Cendres de Lune
Cendres de lune (Polydor) är Mylène Farmers debutalbum. Släppt 1 april 1986.
År 1989 belönades albumet med guldskiva för att ha sålt i över 850 000 exemplar. Det har kommit ut i tre versioner år 1986, 1987 och 2005.

## Låtlista
1. Libertine
2. Au bout de la nuit
3. Vieux Bouc
4. Tristana
5. Chloé
6. Maman a tort
7. We'll never die
8. Greta
9. Plus grandir
10. Libertine ( Remix Special Club )
11. Tristana ( Remix Club )
12. Cendres de lune